# Gorica Jamnička
Gorica Jamnička – wieś w Chorwacji, w żupanii zagrzebskiej, w gminie Pisarovina. W 2011 roku liczyła 116 mieszkańców.